# فرویو، شهرستان ماسون، ویرجینیای غربی
فرویو (به انگلیسی: Fairview) یک منطقهٔ مسکونی در ایالات متحده آمریکا است که در شهرستان ماسون، ویرجینیای غربی واقع شده‌است. فرویو ۲۰۹٫۱ متر بالاتر از سطح دریا واقع شده‌است.